# Biblioteka Raczyńskich w Poznaniu

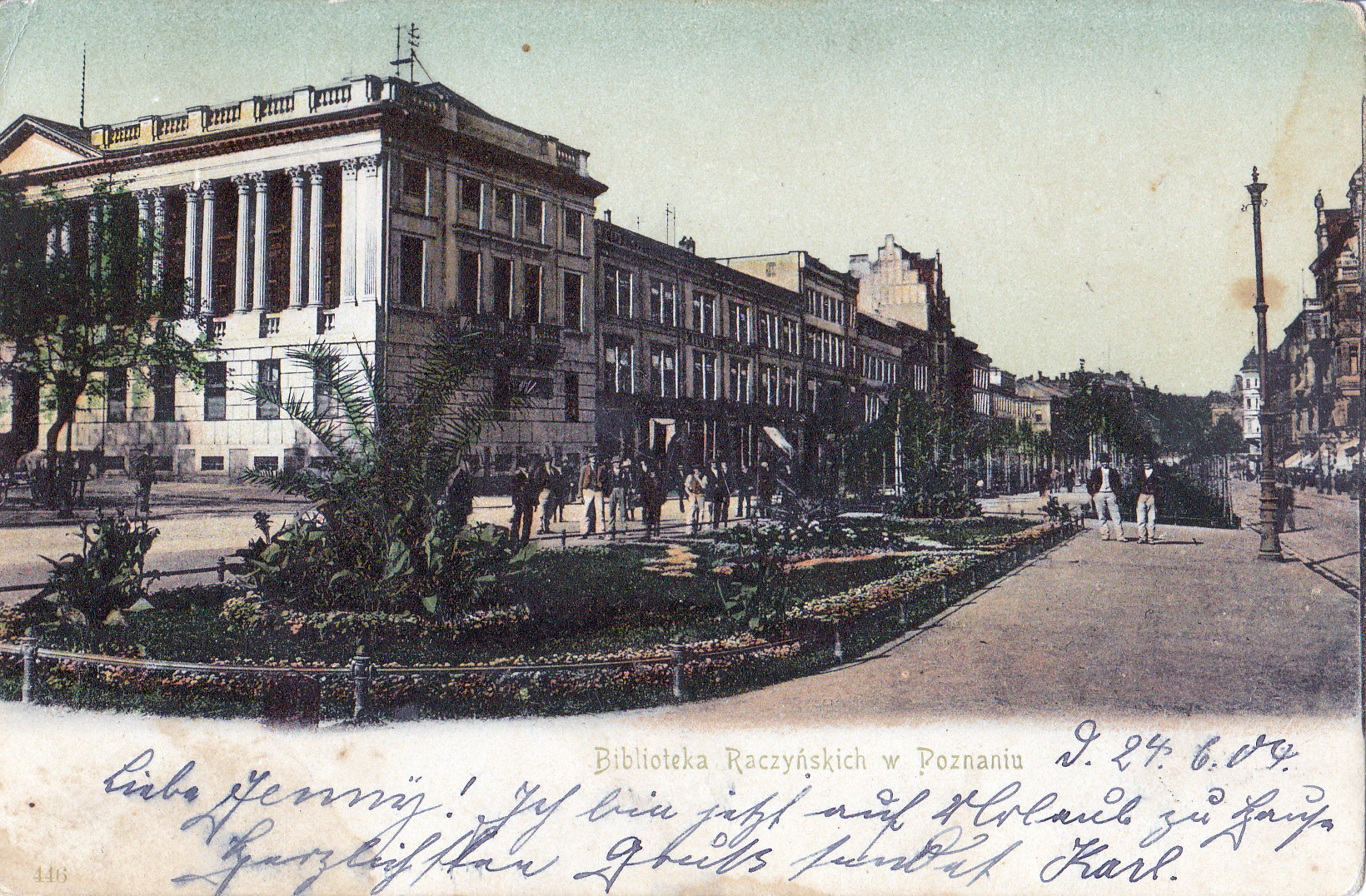
Biblioteka Raczyńskich (1904)

Biblioteka Raczyńskich – miejska biblioteka publiczna założona w 1829 w Poznaniu.
W 1821 roku hrabia Edward Raczyński kupił działkę od władz pruskich przy Wilhelmsplatz (obecnie Plac Wolności) pod bibliotekę, która została zbudowana w latach 1822–1828. Projekt budynku został zamówiony w Rzymie prawdopodobnie u Francuzów: Charlesa Perciera i P.F. Fontaine’a.
Obecnie w zabytkowym budynku mieści się dyrekcja, Filia Sztuki, a także dwie sale, w których prowadzone są spotkania autorskie, warsztaty i koncerty. Obok niego wzniesiono nowy budynek, mieszący m.in. Wypożyczalnię, czytelnie, Bibliotekę dla Dzieci, Dział Zbiorów Specjalnych i Galerię Atanazego. Biblioteka Raczyńskich ma ponadto sieć ponad trzydziestu filii, rozsianych po całym mieście. Sprawuje również pieczę nad muzeami pisarzy: Józefa Ignacego Kraszewskiego, Kazimiery Iłłakowiczówny, Henryka Sienkiewicza i Jerzego Pertka.

## Historia
Bibliotekę otwarto 5 maja 1829 roku. Była to pierwsza publiczna książnica na ziemiach zaboru pruskiego.
Od początku funkcjonowała według statutu opracowanego przez Raczyńskiego, który głosił m.in., że powinno być „dawane pierwszeństwo tym, które narodowość Wielkiego Księstwa Poznańskiego interesować mogą (...) przed książkami jedynie do zabawy służącemu i ulotnemi pismami. Z myślą o polskiej młodzieży gimnazjalnej postanowił gromadzić dzieła ogólne (...) z każdej literatury narodu”.
Zaczątek stanowił prywatny księgozbiór fundatora, który powstał ze skupowanych tomów z kasowanych klasztorów. Aby zachęcić obywateli do darowania książek, statut nadał prawo do portretu w czytelni na koszt biblioteki osobom, które podarowały minimum tysiąc woluminów (przywilej ten został zrealizowany tylko raz – wobec Konstancji Raczyńskiej z Potockich, żony fundatora, która ofiarowała bibliotece swoją cenną i obszerną kolekcję książek i atlasów). Zbiory powiększały się również dzięki prawu nadanemu przez Fryderyka Wilhelma III, zobowiązującemu wszystkich wydawców Wielkiego Księstwa do bezpłatnego dostarczenia do biblioteki jednego egzemplarza każdej wydanej książki.
Biblioteka była otwarta dla czytelników trzy godziny dziennie – od 17 do 20, pomijając niedziele, święta oraz jeden letni miesiąc. Książki poza teren instytucji mogli wypożyczać jedynie członkowie Kuratorium, pozostali użytkownicy mogli korzystać z księgozbioru w czytelni, która liczyła 18 miejsc. W 1912 roku uruchomiono drugą czytelnię.
W latach 1829–1830 do budynku Biblioteki Raczyńskich dobudowano (prostopadle, wzdłuż obecnej ul. Marcinkowskiego) skrzydło według projektu Karla Friedricha Schinkla z przeznaczeniem na galerię obrazów malarstwa europejskiego z kolekcji Atanazego Raczyńskiego. Do umieszczenia kolekcji w budynku ostatecznie nie doszło, skrzydło zostało przebudowane na hotel („Hotel Drezdeński”), a zniszczone całkowicie podczas walk w 1945 roku.
Wraz z wybuchem II wojny światowej Biblioteka Raczyńskich przestała być dostępna dla Polaków. W październiku 1939 roku dyrektorem (dzięki własnym staraniom) został Józef Raczyński, który pochodził z kurlandzkiej linii rodu Raczyńskich. Zdołał on uchronić zbiory biblioteki przed spaleniem przez władze niemieckie, udostępniał je też Polakom – mimo zakazu – w godzinach zamknięcia instytucji. W 1941 Józef został wysłany na front wschodni, a fotel dyrektora biblioteki zajął Paul Sattler. Raczyński został ciężko ranny podczas służby; w 1943 roku powrócił do Biblioteki Raczyńskich, ale już nie na stanowisko dyrektora. Zdołał wywieźć najcenniejsze zbiory do Obrzycka (około 17 tysięcy sztuk), dzięki czemu nie zostały one zniszczone wraz z całym budynkiem po jego wysadzeniu 5 lutego 1945 przez Niemców podczas walk o Poznań. Spłonęło wtedy około 180 (lub 200) tysięcy woluminów, co stanowiło 90% zbiorów biblioteki.

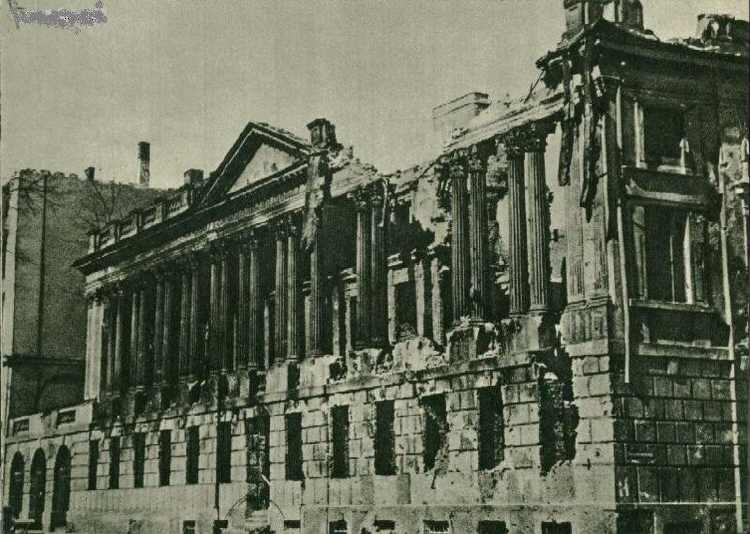
Biblioteka po wysadzeniu przez Niemców w 1945 r.

Biblioteka wznowiła działalność w 1951 roku w dawnym budynku szkoły przy ulicy Czerwonej Armii (obecnie św. Marcin 65), który był używany aż do 2013 roku, kiedy otwarto nowy gmach biblioteki.
Odbudowa zniszczonej w 1945 Biblioteki rozpoczęła się w 1953. Autorką projektu budowlanego była Janina Czarnecka, a nadzór autorski i wyposażenie wnętrz przydzielono jej mężowi – Władysławowi Czarneckiemu (współpracował Zygmunt Skupniewicz).
1 lipca 2013 nastąpiło otwarcie nowego budynku biblioteki, który został zaprojektowany przez biuro architektoniczne JEMS Architekci. Powierzchnia nowego skrzydła to 11 tys. m². Koszt inwestycji wyniósł: 72 700 739, 00 zł, z czego przeszło 40% pochodziło z Europejskiego Funduszu Rozwoju Regionalnego, reszta środków została pozyskana przez miasto. Książki do nowego gmachu przenieśli wolontariusze, tworząc „ludzki łańcuch”, w którym z rąk do rąk były podawane książki. W 2014 Minister Kultury i Dziedzictwa Narodowego Bogdan Zdrojewski przyznał Bibliotece wyróżnienie i nagrodę za skuteczne wykorzystanie środków unijnych przeznaczonych na rozwój kultury, doceniając rozwiązania zastosowane w nowym gmachu.
W kwietniu 2022 r. zakończono modernizację zabytkowego budynku biblioteki i otwarto go ponownie dla czytelników. Była to największa od czasu budowy nowego gmachu inwestycja Biblioteki Raczyńskich. Zabytkowy gmach odzyskał funkcje biblioteczne (w ostatnich latach przed remontem pełnił wyłącznie funkcje administracyjne), został też dostosowany do potrzeb osób ze szczególnymi potrzebami. Na pierwszym piętrze znajduje się Filia Sztuki, w jej zasobach znajduje się ok. 32 tys. książek i ok. 34 tys. zbiorów muzycznych. W dwóch salach odbywają się spotkania autorskie, warsztaty, koncerty, konferencje.
Biblioteka Raczyńskich jest dziś miejską instytucją kultury, pod której zarządem znajduje się zabytkowy gmach przy placu Wolności, sąsiadujący z nim nowy gmach, filie rozmieszczone we wszystkich dzielnicach miasta oraz muzea: Muzeum Literackie Henryka Sienkiewicza, Mieszkanie-Pracownia Kazimiery Iłłakowiczówny, Muzeum-Pracownia Józefa Ignacego Kraszewskiego i Ośrodek Dokumentacji Wielkopolskiego Środowiska Literackiego. Od maja 2022 r. Biblioteka oferuje także wypożyczanie książek za pośrednictwem 11 książkomatów, uzupełniających ofertę biblioteczną w rejonach pozbawionych placówek.

## Budynek

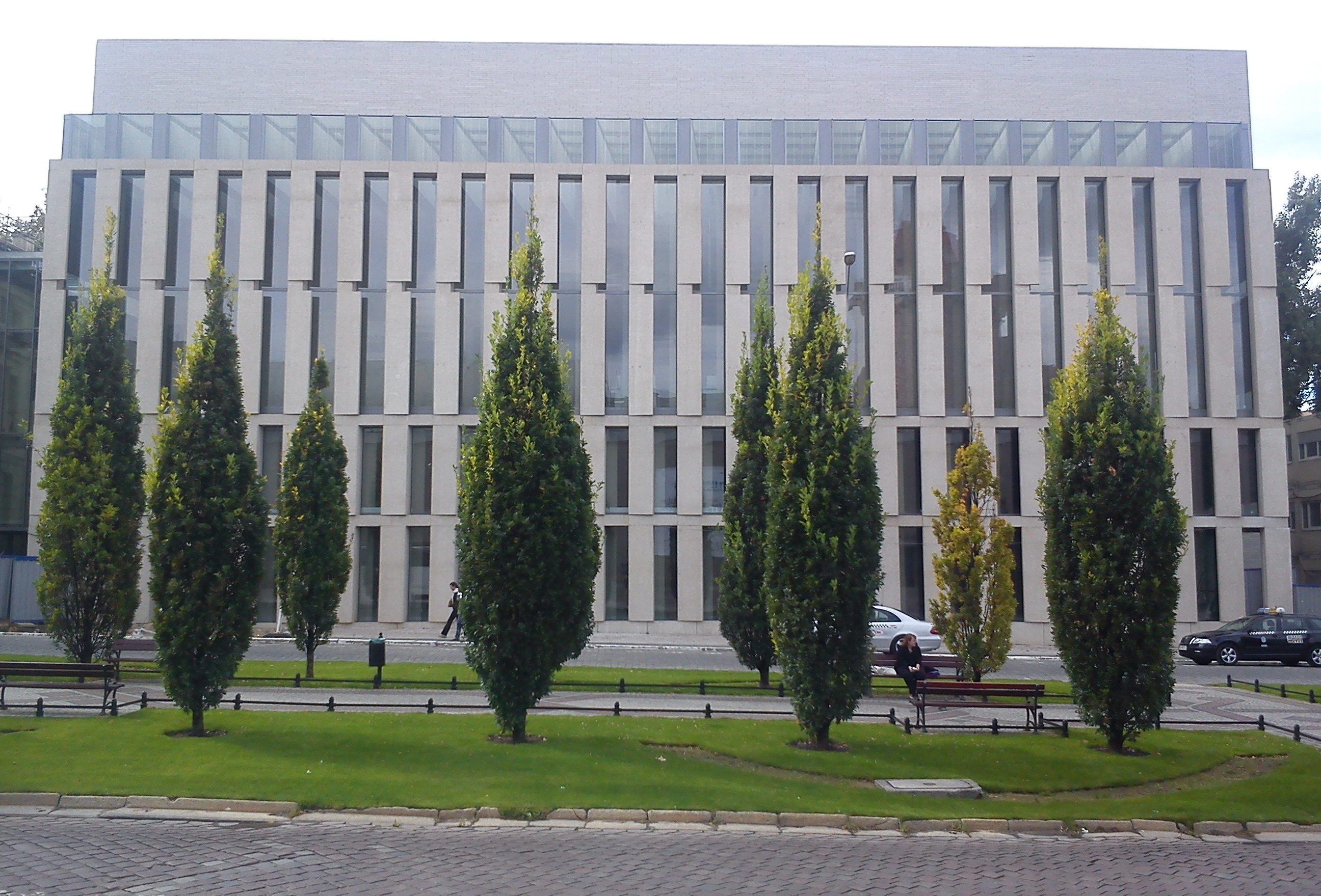
Nowe skrzydło (2013)

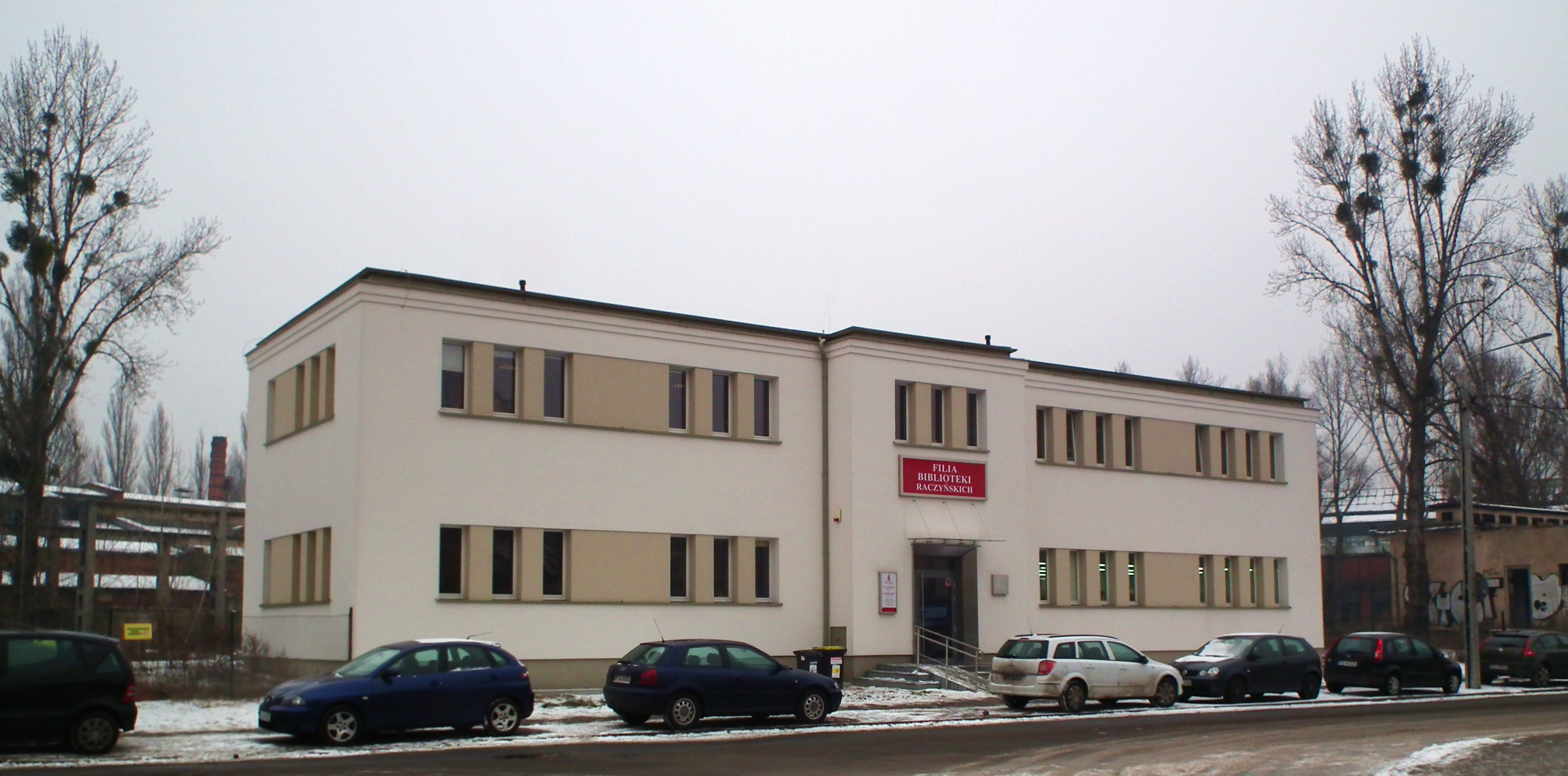
Filia na Wildzie w swojej pierwszej lokalizacji przy ul. Roboczej (przeniesiona potem do budynku Galerii Green Point)

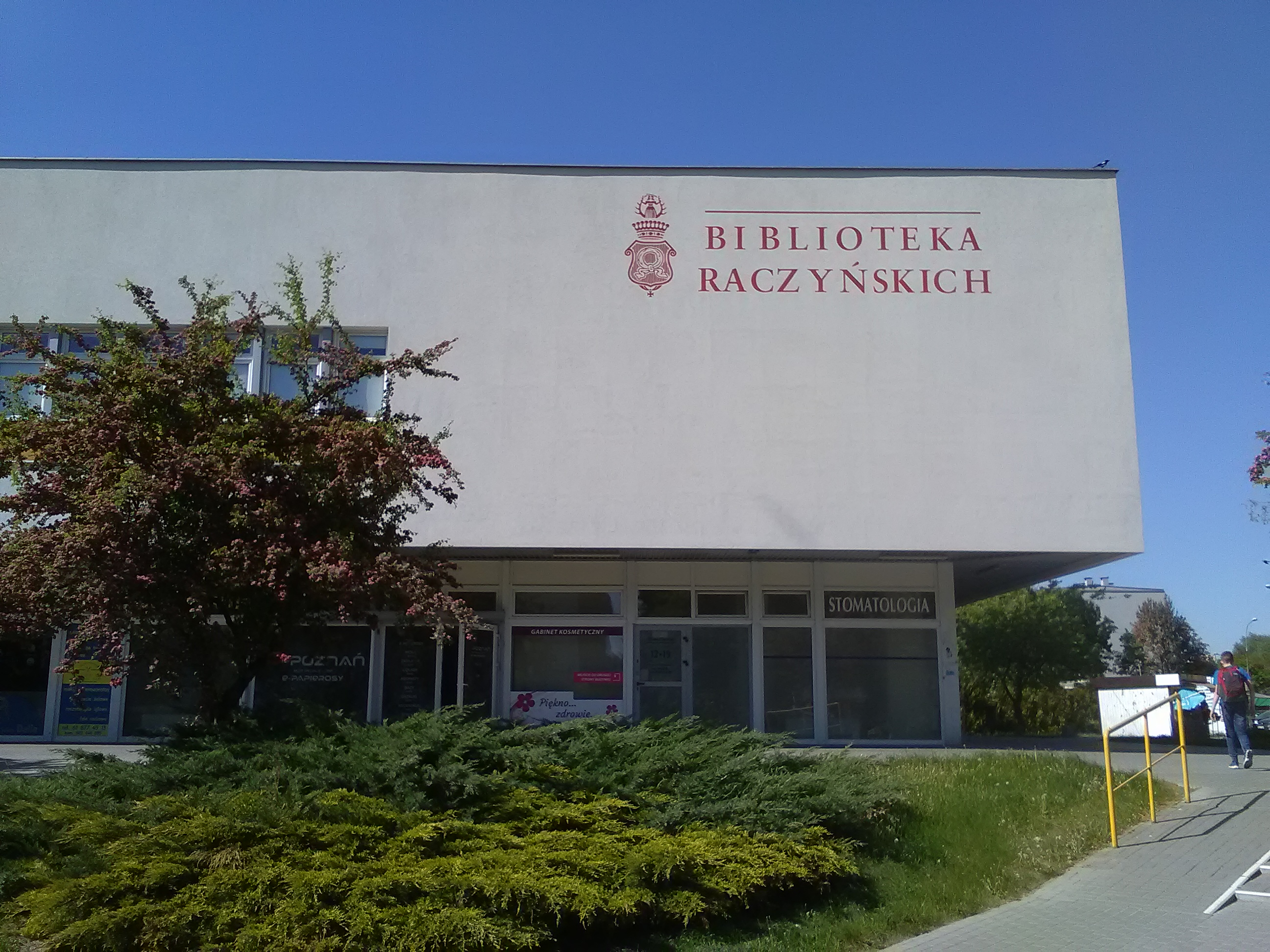
Filia na osiedlu Oświecenia.

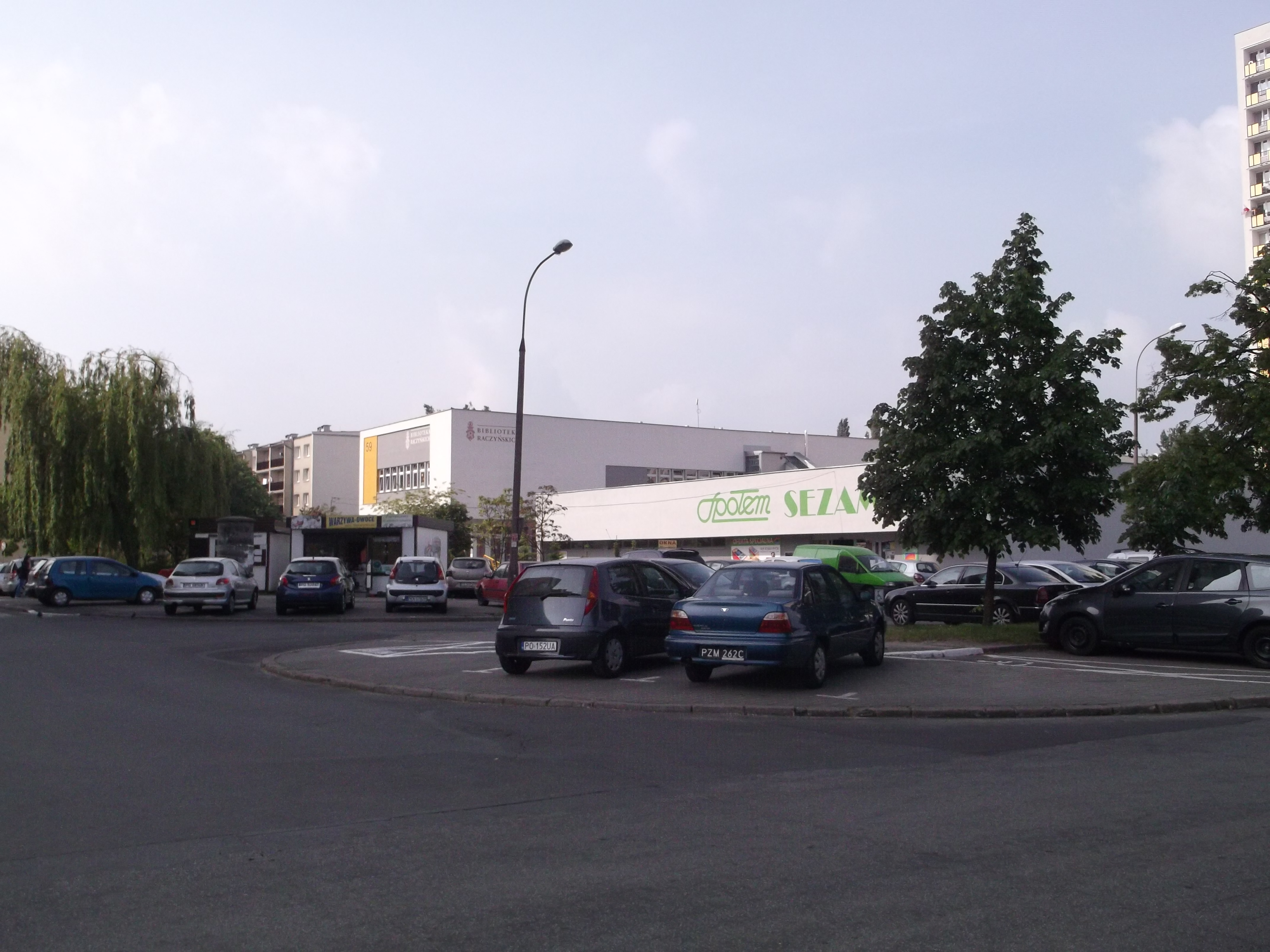
Filia nr 2 na Ratajach – w pawilonie handlowo-usługowym na osiedlu Oświecenia

Frontowa elewacja historycznego gmachu Biblioteki Raczyńskich wzorowana jest na paryskim Luwrze. Na boniowanym cokole stoi dwanaście par żeliwnych, wykonanych w porządku korynckim kolumn, na których wspiera się architraw zwieńczony balustradą częściowo zakrywającą czterospadowy dach kryty miedzianą blachą. Na osi symetrii znajduje się trójkątny tympanon. Cofnięcie pierwszego i drugiego piętra stworzyło loggię, której sufit zdobią stiukowe ornamenty.
W latach 2010–2013 realizowano budowę nowego skrzydła biblioteki od strony Al. Marcinkowskiego, która pozwoliła na lepsze wyeksponowanie bibliotecznych zbiorów.

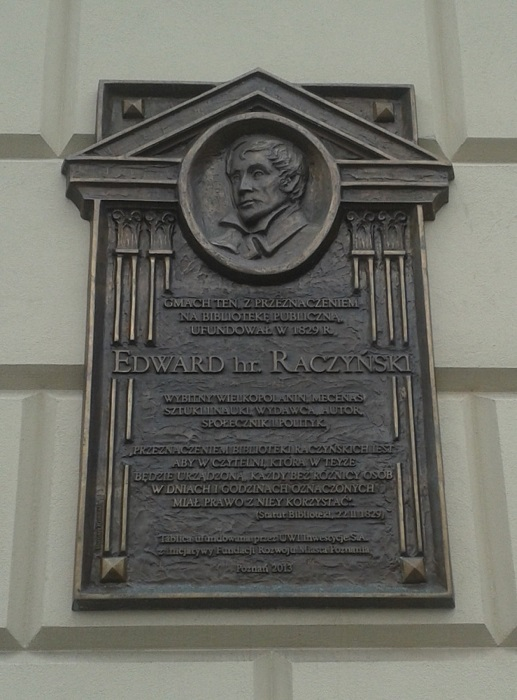
Tablica poświęcona pamięci hr. Raczyńskiego na elewacji Biblioteki

29 czerwca 2013 Prezydent RP Bronisław Komorowski dokonał odsłonięcia umieszczonej na fasadzie budynku biblioteki tablicy upamiętniającej postać Edwarda hr. Raczyńskiego. Wykonana z brązu tablica powstała z inicjatywy Fundacji Rozwoju Miasta Poznania. Jej fundatorem był poznański deweloper UWI Inwestycje S.A., a wykonawcą artysta rzeźbiarz Roman Kosmala. W odsłonięciu wzięli udział: prezydent Poznania Ryszard Grobelny, wnuczka E. Raczyńskiego, Pani Wirydiana Raczyńska-Rey oraz fundatorzy tablicy, prezes UWI Inwestycje Jacek Cenkiel i wiceprezes Fundacji Rozwoju Miasta Poznania Jan Kaczmarek.
Przed Biblioteką stoi pomnik fontanna Higiei.

## Dyrektorzy Biblioteki
Lista dyrektorów Biblioteki Raczyńskich:
- 1829–1852 – Józef Łukaszewicz
- 1852–1868 – Antoni Popliński
- 1868–1901 – Maksymilian Sosnowski
- 1902–1912 – Oswald Collmann
- 1913–1914 – Wilhelm Christiani
- 1916, 1918–1919 – Adolf Kunkel
- 1919–1928 – Antoni Bederski
- 1929–1939 – Andrzej Wojtkowski
- 1939–1941 – Józef Raczyński
- 1941–1945 – Paul Sattler
- 1945–1947 – Józef Frieske
- 1948 – Halina Kurkówna[21]
- 1949–1953 – Feliks Róg-Mazurek
- 1954 – Wacław Lica
- 1955–1956 – Leon Pawlak
- 1957–1962 – Bernard Olejniczak
- 1964–1972 – Helena Seidel[21]
- 1962–1963, 1972–1977, 1981–1997 – Janusz Dembski
- 1977–1981 – Alfred Laboga
- 1997–2014 – Wojciech Spaleniak
- 2014–2022 – Anna Gruszecka[22]
- od 2022 – Katarzyna Kamińska[23]

## Filie
Biblioteka posiada 35 filii na terenie Poznania (stan na 13 marca 2025 roku):
Filia Naramowicka (dla dorosłych i dzieci) – ul. Rubież 14a/37
Filia Wildecka (dla dorosłych) – ul. Hetmańska 91 (Galeria Green Point, I piętro)
Filia 2 (dla dorosłych i dzieci) – os. Oświecenia 59
Filia 3 (dla dorosłych) – ul. Jackowskiego 30
Filia 4 (dla dorosłych) – ul. Lodowa 4
Filia 6 (dla dorosłych i dzieci) – ul. Tomickiego 14
Filia 8 (dla dorosłych) – ul. Osinowa 14/16
Filia 11 (dla dorosłych) – Chwaliszewo 17/23
Filia 11 (dla dzieci) – Biblioteka dla Dzieci – Aleje Marcinkowskiego 23
Filia 12 (dla dorosłych) – ul. Arciszewskiego 27
Filia 14 (dla dorosłych i dzieci) – os. Bolesława Chrobrego 117
Filia 15 (dla dorosłych i dzieci) – ul. Fabianowo 2
Filia 16 (dla dorosłych i dzieci) – ul. Muszkowska 1A
Filia 20 (dla dzieci) – ul. Słowackiego 26/28
Filia 22 (dla dzieci) – ul. Dmowskiego 37
Filia 23 (dla dzieci) – ul. Hetmańska 41
Filia 26 (dla dorosłych i dzieci) – ul. Błękitna 1/7
Filia 32 (dla dzieci) – os. Armii Krajowej 84
Filia 35 (dla dorosłych i dzieci) – ul. Druskienicka 32
Filia 36 (dla dorosłych i dzieci) – ul. Gen. Stanisława Maczka 14
Filia 38 (dla dorosłych i dzieci) – ul. Świt 34/36
Filia 39 (dla dorosłych) – Filia Sztuki – pl. Wolności 19
Filia 42 (dla dorosłych) – os. Pod Lipami 108a (ODK „Pod Lipami”)
Filia 46 (dla dzieci) – ul. Arciszewskiego 27
Filia 47 (dla dorosłych) – os. Przyjaźni 120 (ODK „Słońce”)
Filia 49 (dla dzieci) – os. Pod Lipami 108a (ODK „Pod Lipami”)
Filia 50 (dla dorosłych) – os. Kosmonautów 118 (ODK „Orbita”)
Filia 51 (dla dorosłych i dzieci) – os. Lecha 15
Filia 53 (dla dzieci) – ul. Hetmańska 91 (Galeria Green Point, I piętro)
Filia 55 (dla dorosłych i dzieci) – os. Zwycięstwa 125
Filia 56 (dla dorosłych i dzieci) – ul. Galileusza 8
Filia 57 (dla dzieci) – os. Przyjaźni 120 (ODK „Słońce”)
Filia 59 (dla dzieci) – ul. Osinowa 14/16
Filia 61 (dla dorosłych) – Filia Sztuki – pl. Wolności 19
Filia 62 (dla dorosłych i dzieci) – os. Jana III Sobieskiego 103